# Ptychopseustis
Ptychopseustis és un gènere d'arnes de la família Crambidae.

## Taxonomia
- Ptychopseustis amoenella (Snellen, 1880)
- Ptychopseustis argentisparsalis (Hampson, 1896)
- Ptychopseustis calamochroa (Hampson, 1919)
- Ptychopseustis conisphoralis (Hampson, 1919)
- Ptychopseustis eutacta (Turner, 1908)
- Ptychopseustis fuscivenalis (Hampson, 1896)
- Ptychopseustis ictericalis (Swinhoe, 1886)
- Ptychopseustis impar (Warren & Rothschild, 1905)
- Ptychopseustis lucipara Mey, 2011
- Ptychopseustis molybdogramma (Hampson, 1919)
- Ptychopseustis pallidochrealis Yamanaka, 2004
- Ptychopseustis plumbeolinealis (Hampson, 1896)
- Ptychopseustis schmitzi Mey, 2011
- Ptychopseustis undulalis (Hampson, 1919)